# Meningite leptospirosica
La  meningite leptospirosica  è una forma di meningite batterica con la presenza di liquor limpido. 

## Tipologia
Le più pericolose fra le varie forme dei batteri sono la leptospirosi hyos e la leptospirosi  pomona che infettano di meningite soprattutto giovani maiali.

## Sintomatologia
I sintomi  comprendono cefalea intensa, rigor nucale, febbre e comparsa di artromialgie.

### Liquor
Il liquor oltre a presentarsi limpido si manifesta iperteso e con un aumento della protidorrachia. Nelle forme più itteriche il colore assume tinte giallognole 

## Eziologia
La leptospirosi è una malattia infettiva acuta sistemica di tipo vasculitico, causata da spirochete del genere Leptospira, spesso tale morbo,  più diffuso nelle regioni tropicali, colpisce anche le meningi degli esseri umani creando in tale modo la meningite.

## Terapia
Il trattamento è mirato alla cura del batterio che ha infettato l'organismo e quindi l'uso di doxiciclina e penicillina. L'emodialisi diventa  necessaria in caso di grave insufficienza renale.

### Prognosi
La prognosi principalmente risulta buona.